# Дом концертного зала Унион (Одесса)
Дом концертного зала УНИОН, также Комплекс зданий Общества взаимной помощи приказчиков-евреев с клубом Общества "Унион" - памятник истории архитектуры и градостроительства, расположенный в городе Одесса по адресу улица Троицкая, дома 43 и 43а, 43б. Архитекторы Ф. А. Троупянский, А. Р. Рейхенберг. 
Унион трансформировался на протяжении своего существования. Сегодня в здании находится культурный центр UNION.

## История
В 1899 году председатель Общества взаимной помощи приказчиков-евреев Давид Тарнополь принял решение о строительстве для организации более вместительного здания. В том же году был приобретен большой участок земли на углу улицы Троицкой, дом № 43 и Александровского проспекта, дом 25. 
Проект предусматривал возведение здания с помещениями для аудиторий, библиотеки, читальни и концертного зала.
8 сентября 1902 года состоялось торжественное освящение здания и  зала "Унион", по адресу улица Троицкая, № 43. 
Стоимость строительства составила колоссальную на то время сумму в 222173, 134 руб., а стоимость внутреннего оборудования здания - 9267,97 руб.
Архитекторы. Архитекторами стали Ф.А. Троупянский и Рейхенберг А.Р.
Ф.А. Троупянский (1874-1949) родился в Одессе в семье мещанина. В 25 лет он окончил Академию художеств. Тогда же началась его практическая деятельность в Одессе. Огромное влияние на молодого архитектора оказало сотрудничество с ведущими мастерами начала XX века - Ю.М. Дмитренко и В.А. Домбровским. Он, в частности, принял участие в проектировании и строительстве жилых домов по ул. Ришельевской, 12 (1899), Маразлиевской, 4 (1899) и гостиницы "Лондонская" на Приморском бульваре (1899). Последняя - одно из самых известных зданий Ю.М. Дмитренка - во многом послужила прототипом при решении выполненного в стилистике флорентийского возрождения декоративного убранства фасада и интерьеров концертного зала "Унион" (клуб железнодорожников).
Памятник архитектуры и истории местного значения
Здание является памятником № 38-Од архитектуры и градостроительства местного значения под названием "Концертный зал "Унион", Общество взаимной помощи приказчиков-евреев" (годы постройки: 1901-1902, арх. Троупянский Ф. А.) и памятником истории местного значения.

## Деятельность УНИОН
В УНИОН находилась Временная молельня и синагога.

КОНЦЕРТНО-выставочная деятельность зала УНИОН
- 14 января 1903 года - противотуберкулезная выставка в Одессе (организатор д-р Ф.М. Блюменталь)
- 12 октября 1904 года - концерт пианиста Эмилия Зауэра
- 31 марта 1905 года - камерный концерт в исполнении А.В. Тарасевича, аккомпанирует А.А. Истомин
- 11 марта 1908 года - светский концерт хора Киевского Владимирского собора п/у М.А. Надеждинского
- 22 ноября 1909 года - концерт Одесского отделения ИРМО в честь 35-летия педаг. деятельности Д.Д. Климова (бывшего директора музыкального училища)
- 16 декабря 1909 года - концерт органиста А.Гольце с участием певца Скокана и виолончелиста Э. Брамбилла
- 28 ноября 1910 года - вечер песни Кара-Ушановой, аккомпанирует О.А.Тарасова
- 4 декабря 1910 года - концерт пианиста Готфрида Гальстона
- 26 декабря 1910 года - концерт еврейских народных песен в обработке Ю.Д. Энгеля.
- 15 января 1911 года - концерт местного отделения ИРМО
- 8 октября 1911 года - концерт композитора и пианиста А.М. Скрябина.
- 20 декабря 1912 года - камерное собрание Одесского отделения ИРМО с участием пианиста В. И. Сафонова и виолончелиста Е. Я. Белоусова
- 19 апреля 1913 года - лекция Веры Инбер
- 8 декабря 1913 года - трио для ф-но, скр и влч. П.И. Чайковский. Исполнение: В.И. Сафонов (ф-но), И.В. Сафонов (скр.) и Е.Я. Белоусов (влч.)
- 7 и 12 февраля 1914 года - поэт Игорь Северянин
- 19 марта 1925 года - на литературном вечере выступали поэты Светлов М.А. и Голодный М.С., писатель Югов А.М.противотуберкулезная выставка в Одессе (организатор д-р Ф.М. Блюменталь)

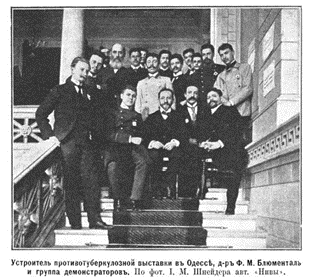
противотуберкулезная выставка в Одессе (организатор д-р Ф.М. Блюменталь)

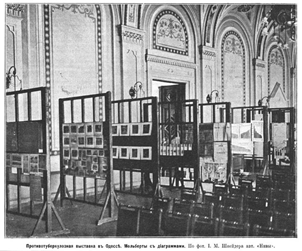
Выставка

Из описания зала в путеводителе по Одессе за 1914 год:
Раздел Залы и клубы
"Унион", на углу Александровского проспекта и Троицкой ул., хотя уступает по пышности первому [ср. с залом Новой биржи, совр. филармония], но все же это замечательный, огромный зал, особенно пригодный для концертов, благодаря выдающимся акустическим условиям. Кроме концертов здесь устраивают также всевозможные вечера, балы, лекции и прочее.
Фрагмент из популярного путеводителя по городу И. Авдеенко "Одесский Чичероне" в 1911 году также ставит зал "Унион" на второе место из общего тематического перечня.
До Второй мировой войны

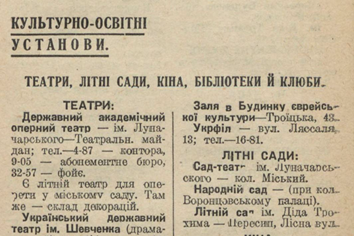
фрагмент из газеты, до Второй мировой войны

УНИОН отмечается в перечне культурно-образовательных учреждений, как Зал в Доме еврейской культуры.
После Второй мировой войны
После второй мировой войны УНИОН становится Дворцом культуры железнодорожников.
Начало 1950-х годов: капитальный ремонт.
По данным газеты от 29 октября 1952 года:
"Завершается капитальный ремонт Дворца культуры железнодорожников. Зрительный зал оборудован удобной новой мебелью, фойе - удобными диванами и креслами. В вестибюле устанавливаются стенды. 
Участники кружков художественной самодеятельности Дворца готовят к октябрьским праздникам большой концерт. Они также выступят перед железнодорожниками станции Одесса-Порт, Одесса-Сортировочная, на Заставе."
По данным газеты от 15 ноября 1953 года
"После капитального ремонта вновь открылся Одесский Дворец культуры железнодорожников. Его зрительный зал и верхнее фойе, где были выполнены сложные лепные работы, выглядят особенно красиво.
Заново оборудована сцена, одетая в серый и коричневый плюш.  В зрительном зале установлено 600 новых удобных кресел. Пополнено освещение; в ближайшее время в зале будут установлены четыре большие люстры дневного света.

2020 - е
В 2020 году разработана концепция создания музея и международного культурного центра, в 2021 начались работы по восстановлению здания. Восстановлено большой зал, фасад и дворик, залы и комнаты внутри здания. 
UNION становится межкультурным событийным центром, который объединяет музей, галереи, конференц-залы, лекторий, экспо-пространство и большой ивент-холл. 
Цель центра - познание многообразия культур и закрепление взаимодействия между людьми для единения и поддержания мира. 
В UNION 3 этажа событийного пространства, подземные галереи, сад. На стенах всех трех этажей и подземных галерей представлены картины современных художников.